# 한유라 (방송인)
한유라(HanYooRa, 1991년 6월 13일~)는 세계 4대 인구대국의 인도네시아의 셀럽, 콘텐츠크리에이터로 활동하고 있는 국내 방송인이다.
유튜브 채널 Han Yoo Ra [Little and biG]을 통해 뷰티, 케이팝 등 다양한 콘텐츠를 다루고 있는 유튜버로, 2021년 8월부터 서울 마포구 연남동에 위치한 소속사 스타플레이스이엔티에서 대한민국의 방송인으로 활동을 시작하게 되었다.

## 생애 및 경력
한유라는 13살, 중학교 1학년 때부터 인도네시아에서 생활하였으며 15년을 인도네시아에서 살게 되었다.
당시 IMF 로 인해 상황이 어려워졌고, 한유라의 이모 가족이 발리에서 사업을 하고 계셨기 때문에 한유라는 엄마, 남동생과 함께 발리에 오게 되었다. 
발리의 국제 학교 다니면서 언어를 배우라는 권유를 받았으나, 국제 학교를 다니게 되면 인도네시아어와 영어도 못하고 한국말도 못하는 애매한 상태가 될 것 같아, 현지 학교에서 인도네시아어를 배우게 되었다고 한다. 덕분에 인도네시아어를 익힐 수 있었고, 이를 통해 유튜브를 함에 있어서 큰 도움이 되었다.
현지 학교를 다니던 시절, 외국인은 한유라 혼자였고 눈에 띄는 외모와 미숙한 인도네시아어 실력에  선생님들에게는 사랑을 받았지만 친구들에게는 그 반대였다고 한다. 이후 인도네시아어를 배우다 보니까 문화를 알아가게 되고 친구가 하나 둘 씩 생기면서 점차 적응하기 시작했다.
대학생 시절, 여전히 어려운 가정 형편으로 두 번째 고비를 겪고 있던 와중에 한유라는 사립 대학교에서 홍보 모델 '퀸'을 뽑는 자리에서 1위를 차지하여 100% 장학금을 받게 되었다고 한다.  원래는 적당히 장학금의 85%를 지원해주는 2위를 노렸으나 마침 다니던 학교가 글로벌 캠퍼스의 목표를 갖던 시기였어서 당시 외국인이었던 한유라가 1등을 하게 되었다.
신문방송학과를 재학 중이던 한유라는 편집 TOOL을 다룰 줄 알긴 했으나, 처음에는 유튜브 자체에 전혀 관심이 없었다고 한다. 당시 인도네시아에서 한창 소녀시대, 슈퍼주니어 등을 몰래 좋아하던 주변 매니아 층의 친구들이 한유라에게 노래 가사해석을 부탁하였고, 당시 친구들은 웹사이트에서 해주는 영어 해석보다 한유라의 해석이 재미있다고 해주었다 한다. 그렇게 일일이 번역을 해주던 한유라는 그냥 유튜브를 만들어서 올릴테니 공유해서 보라하였고, 친구가 아이디어를 줘서 시작했던 것이 지금의 유튜브를 시작하는 기반이 되었다.
인도네시아 친구가 먼저 아이디어를 주게 되어 시작한 유튜브 채널은 옆집에 사는 한국 언니 느낌으로 친근하게 다가갔다. 유튜브 콘텐츠를 지속적으로 업로드하면서 우연히 좋은 프로듀서를 만나게 되었고 기점으로 시트콤 및 영화도 출연하게 되었으며 이외의 다른 기회 책 출판 등 에도 다양하게 참여하였다.

## 유튜브 채널
유튜브 채널 HanYooRa [Little and biG]을 통해 인도네시아 시청자들을 대상으로 한 
한국의 뷰티, 메이크업 콘텐츠, K-POP 관련 콘텐츠, 일상 VLOG, 여행 등 다양한 콘텐츠를 보여줌으로써 인도네시아 팬층을 다수 확보하고 있다. 2021년 9월 기준 유튜브 채널 구독자 수 108만명을 보유하고 있으며, 최근에는 국내로 활동 범위를 넓혀 방송인 활동을 시작하고 있다.

## 활동 경력
인도네시아에서 유튜브 활동뿐만 아니라 광고모델, 방송출연 등 다양한 활동을 하면서 입지를 쌓아나갔다.
최근에는 인도네시아 최대의 쇼핑커머스 Tokopedia의 오리지날 컨텐츠 만뚤하우스[MANTUL HOUSE]에서 특유의 인싸력 함께 국내 스타들을 소개하는 역할을 담당하고 있다.

### 방송출연
| 연도 | 제목                                                            | 활동            | 비고                                             |
| ---- | --------------------------------------------------------------- | --------------- | ------------------------------------------------ |
| 2021 | Tokopedia original contents <MANTUL HOUSE>                      | 웹 예능 고정 MC | 박경림, 장한솔 공동 MC                           |
| 2021 | Indonesia menjadi Producer K-POP Idol Korea 프로듀서는 처음이라 | 메인 MC         | <자체기획> 프로듀서 도전기                       |
| 2020 | Arirang Food & Travel [K-WAVE TOUR]                             | 웹 예능 출연    | 한국 아리랑 웹 예능 프로그램 ep 3 25분물 3부작   |
| 2020 | SBS INDONESIA GOOD FRIENDS                                      | 메인 MC         | 인니한국합작예능-인도네시아 NET TV 채널에서 방영 |
| 2020 | SBS INDONESIA ALL about REVIEW                                  | 진행            | Good friends 예능에 나온 제품 리뷰 영상          |
| 2018 | The Beginning of BTS (Beauty, Travel and Soulmates)             | 메인 MC         | 영어 예능 메인 MC 출연                           |
| 2017 | 인도네시아 영화 "The Underdogs"                                 | "lora" 역       |                                                  |
| 2017 | Kelas internasional 시즌 2&3                                    | 시트콤 출연     |                                                  |
| 2017 | Berita Dalam Dunia <Han Yoo Ra Cari Kacamata Unik dan Cantik>   | 방송 출연       | 아침방송출연 예시                                |
| 2017 | The Comment <Debat The Comment Bukan Debat Pilkada>             | 방송 출연       | 토크쇼 출연 예시                                 |
| 2015 | [WARTEG HITS] PETAI ATTACK - NyamNyamNyam - Ep 9                | 웹 예능 출연    | 데뷔작: 웹 예능 13부작                           |

### 광고모델
| 연도 | 기업명     | 상세                                       | 종류          | 기간    |
| ---- | ---------- | ------------------------------------------ | ------------- | ------- |
| 2021 | 아리랑tv   | 강원 도와시군 광고                         | 지역홍보      | -       |
| 2019 | Everwhite  | DECORATIVE MAKEUP SERIES                   | 화장품        | 1.5년   |
| 2018 | i lotte    | Tips Sukses Kencan sama Oppa               | 온라인 쇼핑몰 | 3개월   |
| 2017 | Telkomsel  | LOOP                                       | 통신사        | -       |
| 2016 | Maingames  | Dress Up Diary                             | 모바일 게임   | 1년     |
| 2016 | Prost Beer | Music Video KOSONG (official Single Album) | 맥주          | 2-3개월 |
| 2016 | 롯데리아   | lotteria indonesia                         | 패스트푸드점  |         |

### 작품활동
| 연도 | 기관            | 내용                               | 종류 |
| ---- | --------------- | ---------------------------------- | ---- |
| 2017 | gramedia        | Yoora`s Diary (Indonesian Edition) | 도서 |
| 2016 | YouTube FanFest | YouTube FanFest Indonesia 2016     | 공연 |
| 2019 | YouTube FanFest | YouTube FanFest Indonesia 2019     | 공연 |
| 2017 | -               | Jangan Lupa Bahagia                | 앨범 |

### 기타활동
| 연도 | 기관               | 내용                                     | 비고   |
| ---- | ------------------ | ---------------------------------------- | ------ |
| 2021 | 과학기술정보통신부 | 손끝으로 만드는 클린콘텐츠               | 공모전 |
| 2021 | 직톡               | 언어교환어플과 함께 한국어 알리는 캠페인 | 캠페인 |

## 수상경력
| 연도 | 기관     | 수상내역                                |
| ---- | -------- | --------------------------------------- |
| 2017 | Jawa Pos | Readers Choice "Favorite Vlogger" Award |
| 2016 | youtube  | 실버버튼 Silver Button Award            |

## 국내활동
인도네시아에서 활발하게 활동하고 있는 방송인이자 크리에이터 한유라가 스타플레이스이엔티와 전속계약을 체결하고 국내에서의 본격적인 연예활동을 예고했다.
한유라는 뉴미디어 활동뿐만 아니라 인도네시아 최대의 모바일TV 'NET TV'를 통해 방영된 유명 시트콤과, 올해 NET TV와 SBS가 합작하여 만든 굿프렌즈에 출연, 이외에도 이동통신 LOOP 게임전속모델 등 각종 미디어 활동을 통해 대중들과 소통하고 있다.

한유라는 "인도네시아에서 한국의 문화를 알리며 전파한 것처럼, 국내에서도 인도네시아 문화를 소개하고 교류를 만들어내는 역할을 하는 방송인이 되고 싶다"고 포부를 전했다.

## 여담
인도네시아에서 한국에서 왔다고 하면 자주 묻는 세 가지는 1) 성형했나? 2)불닭볶음면 잘 먹냐? 3)당신, '한유라' 아느냐? 라고 한다.